# Барзан (посёлок)
Барзан (араб. برزان‎, курд. بارزان / Barzan) — посёлок в районе Мергасор мухафазы Эрбиль в Ираке. Посёлок расположен на реке Большой Заб, в 20 км от границы Ирака с Турцией и в 150 к северу от Эрбиля, на высоте в около 700 м. Ближайший населённый пункт — Пендро.
Барзан является родиной курдского племени барзан, которое играет большую роль у курдов. В Барзане долгое время базировалось курдское сепаратистское движение, в посёлке родились курдские националисты и борцы за свободу, такие как Ахмед Барзани и Мустафа Барзани. Также, в Барзане родился курдский политический деятель, Нечирван Барзани, который несколько раз был премьер-министром Иракского Курдистана.
В городе в основном говорят на южновосточном варианте курманджи, или бадини.

## История
В 1914 году в Барзане прошло курдское восстание против османской власти, поддержанное Российской империей. Оно проходило одновременно с восстанием в Битлисе.
В 1961 году Воздушные силы Ирака атаковали территорию, где находился Барзан, разрушив несколько деревень.
В 1983 году иракское правительство Саддама Хусейна вывезло и убило 8000 курдов из деревень недалеко от города.

## Климат
Согласно системе классификации климатов Кёппена, в Барзане средиземноморский климат (Csa) с жарким, сухим летом и прохладной, дождливой зимой. Барзан — одно из самых дождливых поселений Ирака. Зимними ночами температура обычно падает ниже нуля, создавая морозы; иногда выпадает снег.
| Показатель                    | Янв. | Фев. | Март | Апр. | Май  | Июнь | Июль | Авг. | Сен. | Окт. | Нояб. | Дек. | Год  |
| ----------------------------- | ---- | ---- | ---- | ---- | ---- | ---- | ---- | ---- | ---- | ---- | ----- | ---- | ---- |
| Средний суточный максимум, °C | 9,0  | 10,5 | 14,7 | 20,6 | 27,8 | 34,5 | 38,7 | 38,8 | 34,8 | 27,4 | 17,9  | 10,9 | 23,8 |
| Средний суточный минимум, °C  | −0,3 | −0,6 | 4,2  | 9,0  | 14,4 | 19,4 | 23,2 | 22,8 | 18,4 | 12,7 | 6,7   | 1,7  | 11,0 |
| Норма осадков, мм             | 151  | 172  | 150  | 114  | 37   | 1    | 0    | 0    | 1    | 19   | 88    | 106  | 839  |
| Источник: Climate-Data.org    |      |      |      |      |      |      |      |      |      |      |       |      |      |